# Даденков Юрій Миколайович
Даденков Юрій Миколайович (28 жовтня 1911 року, м. Лубни — 21 квітня 1991 року, Київ) — український радянський державний діяч та вчений у галузі механіки. Доктор технічних наук (1952), професор (1952). Член-кореспондент АН УРСР (1961). Депутат Верховної Ради УРСР 5—7 скликань. Міністр вищої і середньої спеціальної освіти УРСР (1960—1973). Кандидат у члени ЦК КПУ в 1960—1971 р. Член ЦК КПУ в 1971—1976 р.

## Життєпис
Ю. М. Даденков народився 28 жовтня 1911 року у місті Лубни Полтавської області, в сім'ї вчителів. Батько — М. Ф. Даденков (1885—1955), видатний український педагог, професор.
З 1929 року навчався, а у 1933 році закінчив дорожньо-будівельний факультет Харківського автомобільно-дорожнього інституту, отримавши кваліфікацію інженера-шляховика.
По закінченні інституту, у 1933—1934 роках працював в Українському науково-дослідному інституті автогужових доріг і транспорту. У вересні 1934 року перейшов на викладацьку роботу до Харківського автомобільно-дорожнього інституту. 1936 року отримав ступінь кандидата наук (науковий керівник О. К. Бируля) та звання доцента. Член ВКП(б) з 1939 року.
4 квітня 1941 року доцент Ю. М. Даденков був призначений заступником директора Харківського автомобільно-дорожнього інституту з навчальної роботи, а 11 серпня того ж року — керівником дисципліни «Гідравліка».
Від 1941 до 1944 року на фронтах Великої Вітчизняної війни. Від вересня 1941 до травня 1942 року був головним інженером 62-го військово-дорожнього загону Південного фронту, пізніше — старшим помічником начальника 2-го відділу керування автотранспорту і дорожньої служби Північно-Кавказького фронту. Від вересня 1942 року — на тій же посаді Сталінградського фронту, а з лютого 1943 його переводять на Південний фронт на посаду старшого помічника начальника 2-го відділу Дорожнього управління фронту. Пізніше Ю. Даденкова призначено начальником дорожньо-будівельного відділу Дорожнього управління Південного і 4-го Українського фронтів.
Влітку 1944 року інженер-майор Ю. М. Даденков відкликаний з фронту. Того ж року, за згодою союзного уряду, він засновує та очолює Київський автодорожній інститут. У ньому Ю. М. Даденков викладає курс «Гідравліка, гідрологія, гідрометрія», від 5 січня 1945 року очолює також кафедру гідравліки. 1947 року очолює профільну на дорожньо-будівельному факультеті кафедру «Вишукування, проектування доріг і гідравліки». У березні 1952 року захищає докторську дисертацію на тему «Дослідження пропускання зливових вод малими мостами» та отримує ступінь доктора технічних наук і одночасно — вчене звання професора. Того ж року при КАДІ відкривається аспірантура з питань гідравліки.
На посаді директора інституту Ю. М. Даденков пропрацював до жовтня 1959 року, коли став першим заступником міністра, а з 22 лютого 1960 до 13 листопада 1973 року — міністром вищої та середньої спеціальної освіти УРСР. Після виходу на пенсію і до кінця життя працював професором-консультантом кафедри проектування доріг Київського автомобільно-дорожнього інституту.
Помер Ю. М. Даденков 21 квітня 1991 року у Києві.

## Наукова діяльність
Ю. М. Даденков є засновником наукової школи гідравліки відкритих русел і водопропускних гідротехнічних споруд. займався питаннями нормування швидкостей плину води в укріплених річищах і розрахунку малих мостів на їхній основі, гідравлічного розрахунку призматичних швидкотоків (його формула визначення найвигіднішого перетину прямокутного лотка швидкотока увійшла до багатьох довідників і посібників і використовується донині), вивчав питання формування зливового стоку з малих водозбірних басейнів. Висновки його кандидатської дисертації надалі були використані під час розробки нормативних вимог до проектування автомобільних доріг.
Ю. М. Даденков є автором більш як 60 наукових праць, в тому числі багатьох навчальних посібників. Серед них: тритомник «Гідравлічні розрахунки» (1951), «Гідравлічні розрахунки відкритих русел» (1961), що були перекладені китайською та видані в Китаї. Підготував 14 кандидатів і 2 докторів технічних наук.

## Державна діяльність
У жовтні 1959 року Юрій Даденков став першим заступником міністра вищої та середньої спеціальної освіти УРСР, а з 22 лютого 1960 до 13 листопада 1973 року обіймав посаду міністра. Як член українського кабінету міністрів, Юрій Даденков був однодумцем Першого секретаря ЦК КПУ і фактично голови української радянської держави Петра Шелеста. З його ініціативи і при його підтримці в 1965 році Юрій Даденков почав готувати реформу освіти і справочинства, де акцент робився на розширенні сфери вживання української мови, особливо в інститутах та університетах. Але після вольового усунення Кремлем П. Шелеста від влади в 1972 році всі подібні реформи було згорнуто, а самого Юрія Даденкова невдовзі відправлено у відставку.

## Вшанування пам'яті

Меморіальна дошка Ю. М. Даденкову

На честь Юрію Миколайовича Даденкова у Києві на будівлі Національного транспортного університету (колишній Київський автомобільно-дорожній інститут) у 1996 році відкрито меморіальну дошку (скульптор М. І. Білик)

## Нагороди
- Орден Леніна
- Орден Жовтневої Революції
- Орден Трудового Червоного Прапора
- Орден «Знак Пошани»
- Орден Вітчизняної війни (двічі)
- Орден Червоної Зірки
- Медаль «За бойові заслуги»
- Медаль «За оборону Сталінграда»
- Медаль «За оборону Кавказу»
- Медаль «За перемогу над Німеччиною у Великій Вітчизняній війні 1941—1945 рр.»
- Медаль «За доблесну працю у Великій Вітчизняній війні 1941—1945 рр.»

## Наукові праці
1. Даденков Ю. М., Товстоліс М. І. Дерев'яні шлюзні мости та водоспуски: посібник з розрахунку й конструювання.-Київ: Державне вид-во технічної літератури України,1948.-156с.
2. Даденков Ю. Н., Зубрий П. Е. Гидротехнические расчеты: учебное пособие. — Часть 1. Гидравлические расчеты водоотводных русел. — Киев: Государственное изд-во технической литературы Украины.-1949.-216с
3. Даденков Ю. Н., Зубрий П. Е. Гидротехнические расчеты: учебное пособие. — Часть II. Гидрологические расчеты и гидравлические расчеты отверстий малых искусственных сооружений.- Киев: Государственное изд-во технической литературы Украины,1950.-275с.
4. Даденков Ю. Н. Гидрологические расчеты: учебное пособие. — Часть III. Обработка гидрометрических данных и гидравлический расчет мостов через реки.- Киев: Государственное изд-во технической литературы Украины,1951.- 280с.
5. Даденков Ю. Н., Зубрий П. Е. Гидравлический расчет каналов: пособие. — Киев: Государственное издательство технической литературы Украины,1951.-132с.
6. Даденков Ю. Н., Зубрий П. Е. Гидравлические расчеты открытых русел: учебное пособие. — Киев: Государственное изд-во литературы по строительству и архитектуре УССР,1961.-208с.
7. Даденков Ю. Н. Дорожный водоотвод: отдел седьмой // Справочник инженера-дорожника: Проектирование автомобильных дорог.- Москва: Научно-техническое издательство автотранспортной литературы, 1958.- С. 311—365
8. Даденков Ю. Н. Гидравлический расчет быстротоков при проектировании водоотвода //Строительство дорог.-1938.-№ 8-9.-С.50-52
9. Даденков Ю. Н. К вопросу определения глубины протекания воды в кюветах и каналах //Строительство дорог.-1939.-№ 2-3
10. Даденков Ю. Н. К вопросу гидравлического расчета быстротоков //Строительство дорог.-1939.-№ 10
11. Даденков Ю. Н. Допустимые скорости в руслах дорожного водоотвода /новые нормы/ //Строительство дорог.-1940.-№ 3
12. Даденков Ю. Н. Применение битумированных грунтов для укрепления русел малых искусственных сооружений //Строительство дорог.-1940.-№ 5
13. Даденков Ю. Н. Гидравлический расчет отверстий малых искусственных сооружений с применением новых норм допустимых скоростей //Строительство дорог.-1940.-№ 5
14. Даденков Ю. Н. Допускаемые скорости в открытых руслах /экспериментальная часть/ //Труды Харьковского авто-дорожного института.-1935.-№ 1.-С.84-90
15. Даденков Ю. Н. О некоторых случаях проектирования кривых на автогужевых дорогах //Труды Харьковского авто-дорожного института.-1937.-№ 3.-С.5-45
16. Даденков Ю. Н. Иностранная периодическая литература по дорожному делу //Труды Харьковского авто-дорожного института.-1937.-№ 3.-С.129-139
17. Даденков Ю. Н. Проектирование переходных кривых на современных автомобильных дорогах //Труды Харьковского авто-дорожного института.-1938.-№ 4
18. Даденков Ю. Н. Определение наибольшего расхода ливневых вод по склонам бассейна//Труды Харьковского авто-дорожного института.-1938.-№ 4
19. Даденков Ю. Н. Исследование скорости протекания ливневых вод по склонам бассейна //Труды Харьковского авто-дорожного института.-1938.-№ 4
20. Даденков Ю. Н. Некоторые вопросы установившегося неравномерного движения воды //Труды Харьковского авто-дорожного института.-1939.-№ 5
21. Даденков Ю. Н. Исследование работы малых искусственных сооружений //Труды Харьковского авто-дорожного института.-1939.-№ 6
22. Даденков Ю. Н. Гидравлический расчет призматических быстротоков // Труды Харьковского авто-дорожного института.-1939.-№ 6
23. Даденков Ю. Н. Гидравлический расчет отверстий малых искусственных сооружений // Труды Харьковского автомобильно-дорожного института.-1941.-№ 7.-С.51-67
24. Даденков Ю. Н. Гидравлический расчет напорных труб под насыпями // Труды Харьковского автомобильно-дорожного института.-1941.-№ 7.-С.79-86
25. Даденков Ю. Н. Экспериментальное исследование допустимых скоростей течения воды в укрепленных руслах //Труды Харьковского автомобильно-дорожного института.-1949.-№ 9.-С.17-34
26. Даденков Ю. Н. Гидравлический расчет отверстий малых мостов с учетом накопления воды перед сооружением // Труды Киевского автомобильно-дорожного института.-1953.-№ 1. — С.65-83
27. Даденков Ю. Н. Исследование влияния некоторых факторов на элементы потока воды в подмостовых руслах // Труды Киевского автомобильно-дорожного института.- 1955.-№ 2.-С.112-115
28. Даденков Ю. Н. Установление графиков притока воды к сооружению по данным наблюдений за пропуском ливневых вод малыми мостами // Труды Киевского автомобильно-дорожного института.-1955.-№ 2.-С.116-118
29. Даденков Ю. Н. Интегрирование дифференциального уравнения сбросных расходов // Труды автомобильно-дорожного института.-1957.-№ 3.-С.117-120
30. Даденков Ю. Н. Определение сбросных расходов в малых мостах с учетом начального периода протекания воды в сооружении // Труды Киевского автомобильно-дорожного института.-1960-№ 4.—С.216-223
31. Даденков Ю. Н. К вопросу об определении потерь напора в каналах и трубах // Гидротехническое строительство. 1953.-№ 6.-С. 33-34
32. Даденков Ю. Н. Гидравлический расчет кагалов трапецеидального сечения // Гидротехническое строителство.-1952.-№ 7
33. Даденков Ю. Н. Об истечении жидкости через отверстия при переменном напоре и притоке жидкости в сосуд // Гидротехническое строительство.-1952.-№ 10
34. Даденков Ю. Н. К вопросу об определении потерь напора в каналах и трубах // Гидротехническое строительство.-1953.-№ 6
35. Даденков Ю. Н. Определение отверстий малых мостов и безнапорных прямоугольных труб с учетом накопления воды перед сооружением // Информационное сообщение о результатах научно-исследовательских работ института, рекомендуемых к использованию в производстве. — К.: МВО УССР, КАДИ.-1956.-№ 10.- 4с.